# Diogmites bifasciatus
Diogmites bifasciatus là một loài ruồi trong họ Asilidae. Diogmites bifasciatus được Carrera miêu tả năm 1949. Loài này phân bố ở vùng Tân nhiệt đới.